# Michael Hutchence
Michael Hutchence (22. januar 1960 – 22. november 1997) var forsanger i det australske rockband INXS. Han begik selvmord ved at hænge sig selv i november 1997. 
Forsangeren i Smashing Pumpkins, Billy Corgan, skrev kort tid efter sangen Shame om Michael Hutchence. Teksten var et forholdsvis simpelt digt, om hvad Corgan ville have sagt til ham inden han døde. Shame er at finde på Adore, der blev udgivet i juni 1998. Nogle år senere skrev Bono fra U2 ligeledes sangen Stuck in a Moment om Michael Hutchence. Duran Duran skrev sangen "You got a lot to answer for" på deres Meddazzaland album fra 97.